# Dicranomyia (Dicranomyia) cruzi
Dicranomyia (Dicranomyia) cruzi is een tweevleugelige uit de familie steltmuggen (Limoniidae). De soort komt voor in het Australaziatisch gebied.